# Jan Dietrich (Theologe)
Jan Dietrich (* 1974 in Elmshorn) ist ein deutscher Theologe.

## Leben
Er studierte von 1996 bis 2002 Theologie, Geschichte und Philosophie an den Universitäten Tübingen und Cambridge. Das Staatsexamen legte er 2002/2003 in Theologie, Geschichte und Pädagogik (Pädagogicum) an der Universität Tübingen ab. Während des Promotionsstudiums (2003–2009) an den Universitäten Tübingen und Leipzig bei Angelika Berlejung studierte er Akkadisch, Ägyptisch und Ugaritisch. Von 2004 bis 2011 war er wissenschaftlicher Mitarbeiter an der Theologischen Fakultät der Universität Leipzig am Institut für Alttestamentliche Wissenschaft. Dort erfolgte 2009 seine Promotion zum Dr. theol. (s.c.l.). Von 2012 bis 2018 war er außerordentlicher Professor für Altes Testament an der Universität Aarhus. Nach der Habilitation 2016 an der Universität Leipzig (Dr. theol. habil.) wurde er Direktor des Forschungsprogramms am Theologischen Institut der Universität Aarhus. Von 2014 bis 2015 war er Direktor des Ph.D. Studium für Theologie, Philosophie und Ideengeschichte an der Universität Aarhus. Von 2018 bis 2020 lehrte er als Professor für Altes Testament in Aarhus. Seit dem Wintersemester 2020/21 hat Dietrich einen Lehrstuhl für Altes Testament an der Rheinischen Friedrich-Wilhelms-Universität in Bonn inne.

## Werke (Auswahl)
- Kollektive Schuld und Haftung. Religions- und rechtsgeschichtliche Studien zum Sündenkuhritus des Deuteronomiums und zu verwandten Texten (= Oriental Religions in Antiquity. Band 4), Tübingen 2010, ISBN 978-3-16-150353-5 (zugleich Dissertation, Leipzig 2009).
- mit Angelika Berlejung und Joachim Friedrich Quack (Hg.): Menschenbilder und Körperkonzepte im Alten Israel, in Ägypten und im Alten Orient (= Oriental Religions in Antiquity. Band 9). Tübingen 2012, ISBN 3-16-151828-4.
- Der Tod von eigener Hand. Studien zum Suizid im Alten Testament, Alten Ägypten und Alten Orient (= Oriental Religions in Antiquity. Band 4), Tübingen 2017, ISBN 3-16-154055-7 (zugleich Habilitationsschrift, Leipzig 2016).
- mit Eve-Marie Becker und Bo Holm (Hg.): „What is Human?“ Theological Encounters with Anthropology. Göttingen 2017, ISBN 3-525-53119-2.